# سرزمین موعود (فیلم ۲۰۰۴)
«سرزمین موعود» (انگلیسی: Promised Land) یک فیلم است. از بازیگران آن می‌توان به رزمند پایک، آن پاریو، و هانا شیگولا اشاره کرد.